# Evoked
Evoked ist eine nordrhein-westfälische Death-Metal-Band, die 2013 gegründet wurde.

## Geschichte
Die Band wurde im Jahr 2013 gegründet, nachdem der Gitarrist und Sänger Simon Alexander „Bonesaw“ Wind den Schlagzeuger Artilleratör auf einer Party hierzu überzeugen konnte. Im selben Jahr erschien bei Go Fuck Yourself Productions ein erstes Demo unter dem Namen Return of the Dead, dem sich bei demselben Label im folgenden Jahr die Split-Veröffentlichung 13 mit Turbocharged, Violentor und Obscyria sowie 2016 die EP Lifeless Allurement anschlossen. Nach einem Wechsel zu FDA Records im Jahr 2016 wurde 2019 das Debütalbum Ravenous Compulsion veröffentlicht. In ihrer Karriere ist die Band bisher unter anderem zusammen mit Gruppen wie Sulphur Aeon und Root aufgetreten.

## Stil
Mandy Malon vom Rock Hard beschrieb die Musik von Lifeless Allurement als „echten, puren, rohen Old-School-Death, der so dreckig, zerstörerisch und wild ist, dass man das Gefühl hat, zwei Besessene prügeln auf den Hörer ein“. Besonders charakteristisch seien außerdem eine „aggressive Ader, die kranken Vocals und den Sinn für eine grandiose Mischung aus rhythmischer Varianz, bösen vs. rotzigen Riffs und dem absoluten Morbid-Angel-Ekel-Faktor der Achtziger“. In einer späteren Ausgabe rezensierte Patrick Schmidt Ravenous Compulsion und ordnete das Album ebenfalls dem klassischen Death Metal zu. Er hörte Gemeinsamkeiten zu frühen Pestilence und Death heraus und vor allem der Gesang erinnere an den von Martin van Drunen. Die Riffs hätten einen treibenden Charakter. Eine Ausgabe später schrieb Sebastian Schilling, dass die Band Death Metal im Stil von Autopsy, Pestilence und früher schwedischer Genre-Vertreter spielt. Die Gruppe klinge dabei jedoch eigenständig. Im Interview mit ihm gab Simon Alexander „Bonesaw“ Wind an, dass die Band nicht nur durch Death-Metal-Gruppen wie Morgoth, Death und Pestilence beeinflusst wird, sondern auch durch Thrash-Metal-Bands wie Sepultura, Demolition Hammer und Kreator. Vergleiche zu schwedischen Gruppen seien schon mehrfach aufgekommen, eine solche Klangnähe sei jedoch nicht beabsichtigt, da man eher einen allgemein europäischen Sound verfolge. Gesanglich setze man bewusst statt Growling Gesang im Stil von Martin van Drunen und John Tardy ein. Daniel Müller von crossfire-metal.de rezensierte das Album ebenfalls und beschrieb es als Mischung aus Asphyx und alten Pestilence. Auch er bemerkte gesangliche Parallelen zu Martin van Drunen. Das Schlagzeugspiel erinnere an das des ehemaligen Asphyx-Schlagzeugers Bob Bagchus, das „[a]uf technische Finessen und viele Breaks“ verzichte.

## Diskografie
- 2014: Return of the Dead (Demo, Go Fuck Yourself Productions)
- 2015: 13 (Split mit Turbocharged, Violentor und Obscyria, Go Fuck Yourself Productions)
- 2016: Lifeless Allurement (EP, Go Fuck Yourself Productions)
- 2019: Ravenous Compulsion (Album, FDA Records)
- 2024: Immoral Arts (EP, FDA Records)